# Rivellia abana
Rivellia abana är en tvåvingeart som beskrevs av Charles Howard Curran 1929. Rivellia abana ingår i släktet Rivellia och familjen bredmunsflugor. Inga underarter finns listade i Catalogue of Life.